# المكتحل (الخبت)

تعديل مصدري - تعديل

المكتحل هي إحدى قرى عزلة نمرة بمديرية الخبت التابعة لمحافظة المحويت، بلغ تعداد سكانها 545 نسمة حسب تعداد اليمن لعام 2004.